# جائزة فرنسا الكبرى 1939
جائزة فرنسا الكبرى 1939 هو سباق فورمولا 1 أقيم بتاريخ 9 يوليو 1939 في رانس، فرنسا. كان الثاني من أصل 4 في بطولة العالم لسباقات الفورمولا واحد موسم 1939. حلّ الألماني هيرمان بول مولر أولا.